# Danh sách giải thưởng của Pro Wrestling Illustrated
Đây là danh sách các giải thưởng Pro Wrestling Illustrated còn hoạt động hoặc không hoạt động được bầu chọn bởi độc giả của Pro Wrestling Illustrated (PWI) mỗi năm kể từ năm 1972, và ngày càng mở rộng thêm nhiều hạng mục hơn.
Không giống như Wrestling Observer Newsletter, PWI là tờ báo lớn viết về những cảnh giới giả tưởng của đô vật chuyên nghiệp và các giải thưởng công nhận những điều đó.

## Giải thưởng còn hoạt động

### Đô vật của Năm

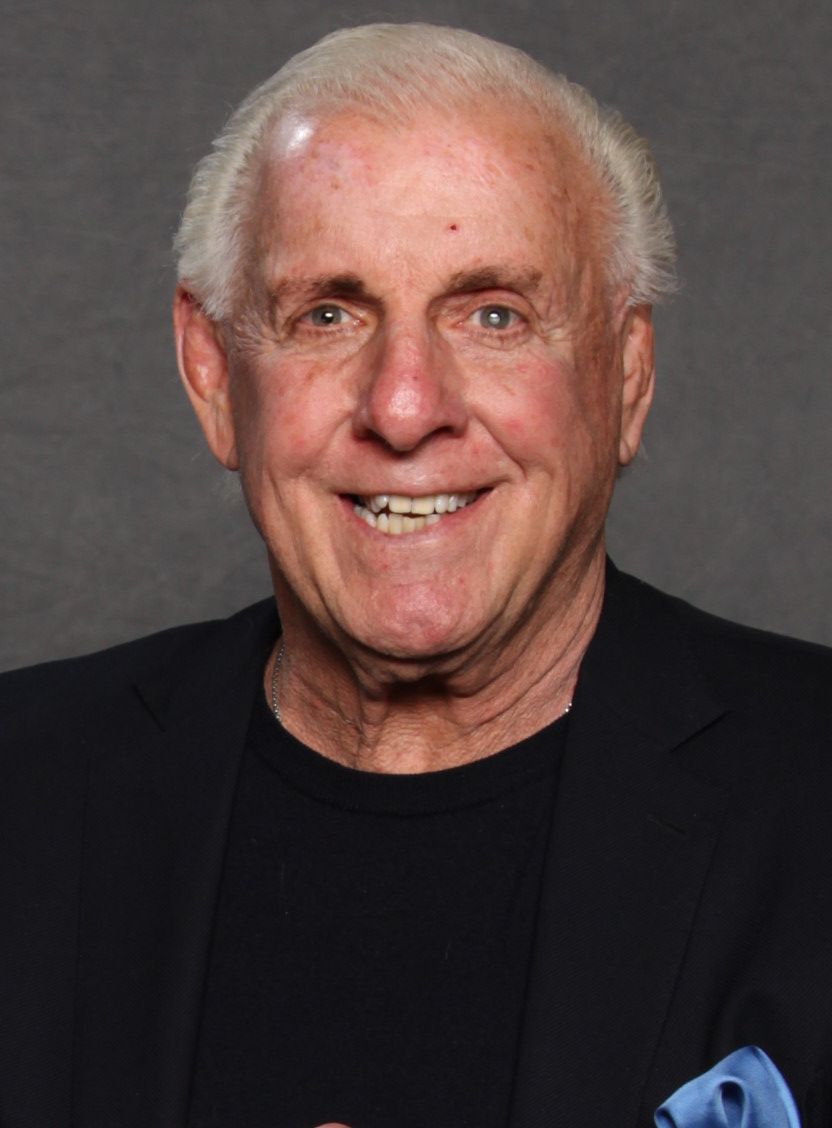
Ric Flair 6 lần vô địch hạng mục này

Giải thưởng Đô vật của Năm của PWI công nhận đô vật chuyên nghiệp xuất sắc nhất trong năm. Ric Flair đã vô địch hạng mục này với kỉ lục 6 lần.
| Năm  | Thắng cuộc                  | Á quân                  | Á quân 2            | Á quân 3            |
| ---- | --------------------------- | ----------------------- | ------------------- | ------------------- |
| 1972 | Pedro Morales               | —                       | —                   | —                   |
| 1973 | Jack Brisco                 | —                       | —                   | —                   |
| 1974 | Bruno Sammartino            | —                       | —                   | —                   |
| 1975 | Mr. Wrestling II            | —                       | —                   | —                   |
| 1976 | Terry Funk                  | Bruno Sammartino        | Nick Bockwinkel     | Paul Jones          |
| 1977 | Dusty Rhodes                | Superstar Billy Graham  | Bob Backlund        | Harley Race         |
| 1978 | Dusty Rhodes (2)            | Bob Backlund            | Ricky Steamboat     | Harley Race         |
| 1979 | Harley Race                 | Dusty Rhodes            | Jimmy Snuka         | Bob Backlund        |
| 1980 | Bob Backlund                | Harley Race             | Verne Gagne         | The Iron Sheik      |
| 1981 | Ric Flair                   | Bob Backlund            | Tommy Rich          | Dusty Rhodes        |
| 1982 | Bob Backlund (2)            | Ric Flair               | Hulk Hogan          | Jimmy Snuka         |
| 1983 | Harley Race (2)             | Nick Bockwinkel         | André the Giant     | Bob Backlund        |
| 1984 | Ric Flair (2)               | Hulk Hogan              | Kerry Von Erich     | Rick Martel         |
| 1985 | Ric Flair (3)               | Hulk Hogan              | Rick Martel         | Sgt. Slaughter      |
| 1986 | Ric Flair (4)               | Hulk Hogan              | Randy Savage        | Nikita Koloff       |
| 1987 | Hulk Hogan                  | Ric Flair               | Randy Savage        | Steve Williams      |
| 1988 | Randy Savage                | Jerry Lawler            | Lex Luger           | Ric Flair           |
| 1989 | Ric Flair (5)               | Hulk Hogan              | Lex Luger           | Ricky Steamboat     |
| 1990 | Sting                       | The Ultimate Warrior    | Hulk Hogan          | Lex Luger           |
| 1991 | Hulk Hogan (2)              | Lex Luger               | Bret Hart           | Sting               |
| 1992 | Ric Flair (6)               | Ron Simmons             | Rick Rude           | Bret Hart           |
| 1993 | Big Van Vader               | Bret Hart               | Shawn Michaels      | Yokozuna            |
| 1994 | Hulk Hogan (3)              | Bret Hart               | Razor Ramon         | Ric Flair           |
| 1995 | Diesel                      | Shawn Michaels          | Sting               | Hulk Hogan          |
| 1996 | The Giant                   | Shawn Michaels          | Ric Flair           | Ahmed Johnson       |
| 1997 | Lex Luger                   | Stone Cold Steve Austin | The Undertaker      | Diamond Dallas Page |
| 1998 | Stone Cold Steve Austin     | Goldberg                | Diamond Dallas Page | The Rock            |
| 1999 | Stone Cold Steve Austin (2) | The Rock                | Sting               | Taz                 |
| 2000 | The Rock                    | Triple H                | Booker T            | Kurt Angle          |
| 2001 | Stone Cold Steve Austin (3) | Kurt Angle              | The Rock            | Rob Van Dam         |
| 2002 | Brock Lesnar                | Rob Van Dam             | Triple H            | The Undertaker      |
| 2003 | Kurt Angle                  | Brock Lesnar            | Triple H            | A.J. Styles         |
| 2004 | Chris Benoit                | Randy Orton             | Eddie Guerrero      | A.J. Styles         |
| 2005 | Batista                     | John Cena               | A.J. Styles         | Samoa Joe           |
| 2006 | John Cena                   | Samoa Joe               | Rey Mysterio        | Edge                |
| 2007 | John Cena (2)               | Kurt Angle              | Batista             | Randy Orton         |
| 2008 | Triple H                    | Kurt Angle              | Randy Orton         | Samoa Joe           |
| 2009 | Randy Orton                 | John Cena               | Chris Jericho       | Kurt Angle          |
| 2010 | Randy Orton (2)             | Rob Van Dam             | John Cena           | Sheamus             |
| 2011 | CM Punk                     | John Cena               | Davey Richards      | Bobby Roode         |
| 2012 | CM Punk (2)                 | Sheamus                 | Austin Aries        | John Cena           |
| 2013 | Daniel Bryan                | John Cena               | Bully Ray           | Randy Orton         |
| 2014 | Brock Lesnar (2)            | Daniel Bryan            | A.J. Styles         | John Cena           |
| 2015 | Seth Rollins                | Jay Lethal              | Roman Reigns        | John Cena           |
| 2016 | A.J. Styles                 | Roman Reigns            | Kevin Owens         | Dean Ambrose        |
| 2017 | A.J. Styles (2)             | Kazuchika Okada         | Kenny Omega         | Cody                |

### Nhóm đô vật của Năm
Giải thưởng Nhóm đô vật của Năm của PWI công nhận nhóm đô vật xuất sắc nhất trong năm. The Road Warriors (Animal và Hawk) vô địch hạng mục này kỉ lục 4 lần. The New Day là bộ ba duy nhất giành giải thưởng.
| Năm  | Thắng cuộc                                                       | Á quân                                                           | Á quân 2                                                             | Á quân 3                                                  |
| ---- | ---------------------------------------------------------------- | ---------------------------------------------------------------- | -------------------------------------------------------------------- | --------------------------------------------------------- |
| 1972 | Dick the Bruiser và The Crusher                                  | —                                                                | —                                                                    | —                                                         |
| 1973 | Nick Bockwinkel và Ray Stevens                                   | —                                                                | —                                                                    | —                                                         |
| 1974 | Jimmy và Johnny Valiant                                          | —                                                                | —                                                                    | —                                                         |
| 1975 | Gene và Ole Anderson                                             | —                                                                | —                                                                    | —                                                         |
| 1976 | The Executioners (#1 và #2)                                      | Gene và Ole Anderson                                             | Chief Jay Strongbow và Billy White Wolf                              | Jimmy và Johnny Valiant                                   |
| 1977 | Gene và Ole Anderson (2)                                         | Professor Tanaka và Mr. Fuji                                     | Greg Gagne và Jim Brunzell                                           | Ric Flair và Greg Valentine                               |
| 1978 | Ricky Steamboat và Paul Jones                                    | The Yukon Lumberjacks (Yukon Eric và Yukon Pierre)               | Mike Graham và Steve Keirn                                           | Greg Gagne và Jim Brunzell                                |
| 1979 | Ivan Putski và Tito Santana                                      | Jerry và Johnny Valiant                                          | Paul Jones và Baron von Raschke                                      | The Spoiler và Mark Lewin                                 |
| 1980 | Jimmy Snuka và Ray Stevens                                       | Mr. Wrestling và Mr. Wrestling II                                | The Wild Samoans (Afa và Sika)                                       | Verne Gagne và Mad Dog Vachon                             |
| 1981 | The Fabulous Freebirds (Michael Hayes và Terry Gordy)            | Rick Martel và Tony Garea                                        | Mr. Fuji và Mr. Saito                                                | Greg Gagne và Jim Brunzell                                |
| 1982 | Greg Gagne và Jim Brunzell                                       | Mr. Fuji và Mr. Saito                                            | The Fabulous Freebirds (Michael Hayes, Terry Gordy và Buddy Roberts) | Ole Anderson và Stan Hansen                               |
| 1983 | The Road Warriors (Hawk và Animal)                               | Kerry, Kevin và David Von Erich                                  | The Fabulous Freebirds (Michael Hayes, Terry Gordy và Buddy Roberts) | Jack và Jerry Brisco                                      |
| 1984 | The Road Warriors (2) (Hawk và Animal)                           | Kerry, Kevin và Mike Von Erich                                   | The Fabulous Ones (Stan Lane và Steve Keirn)                         | The Rock 'n' Roll Express (Ricky Morton và Robert Gibson) |
| 1985 | The Road Warriors (3) (Hawk và Animal)                           | Ted DiBiase và Steve Williams                                    | Ivan và Nikita Koloff                                                | The British Bulldogs (Davey Boy Smith và Dynamite Kid)    |
| 1986 | The Rock 'n' Roll Express (Ricky Morton và Robert Gibson)        | The Road Warriors (Hawk và Animal)                               | The British Bulldogs (Davey Boy Smith và Dynamite Kid)               | The Midnight Rockers (Shawn Michaels và Marty Jannetty)   |
| 1987 | The Midnight Express (Bobby Eaton và Stan Lane)                  | The Hart Foundation (Bret Hart và Jim Neidhart)                  | The Road Warriors (Hawk và Animal)                                   | Rock 'n' Roll Express (Ricky Morton và Robert Gibson)     |
| 1988 | The Road Warriors (4) (Hawk và Animal)                           | The Midnight Express (Bobby Eaton và Stan Lane)                  | Demolition (Ax và Smash)                                             | The Brain Busters (Arn Anderson và Tully Blanchard)       |
| 1989 | The Brain Busters (Arn Anderson và Tully Blanchard)              | Demolition (Ax và Smash)                                         | The Road Warriors (Hawk và Animal)                                   | The Fabulous Freebirds (Michael Hayes và Jimmy Garvin)    |
| 1990 | The Steiner Brothers (Rick và Scott Steiner)                     | Demolition (Ax và Smash)                                         | Doom (Ron Simmons và Butch Reed)                                     | The Road Warriors (Hawk và Animal)                        |
| 1991 | The Enforcers (Arn Anderson và Larry Zbyszko)                    | The Legion of Doom (Hawk và Animal)                              | The Steiner Brothers (Rick và Scott Steiner)                         | Jeff Jarrett và Robert Fuller                             |
| 1992 | Terry Gordy và Steve Williams                                    | The Natural Disasters (Earthquake và Typhoon)                    | The Steiner Brothers (Rick và Scott Steiner)                         | Barry Windham và Dustin Rhodes                            |
| 1993 | The Steiner Brothers (2) (Rick và Scott Steiner)                 | The Hollywood Blonds (Steve Austin và Brian Pillman)             | Money Inc. (Ted DiBiase và Irwin R. Schyster)                        | The Heavenly Bodies (Tom Prichard và Stan Lane)           |
| 1994 | The Nasty Boys (Brian Knobs và Jerry Sags)                       | The Headshrinkers (Samu và Fatu)                                 | The Public Enemy (Johnny Grunge và Rocco Rock)                       | Rock 'n' Roll Express (Ricky Morton và Robert Gibson)     |
| 1995 | Harlem Heat (Booker T và Stevie Ray)                             | The Smoking Gunns (Billy và Bart Gunn)                           | Owen Hart và Yokozuna                                                | The Steiner Brothers (Rick và Scott Steiner)              |
| 1996 | Harlem Heat (2) (Booker T và Stevie Ray)                         | The Eliminators (Perry Saturn và John Kronus)                    | The Steiner Brothers (Rick và Scott Steiner)                         | The Gangstas (New Jack và Mustapha Saed)                  |
| 1997 | The Outsiders (Scott Hall và Kevin Nash)                         | The Steiner Brothers (Rick và Scott Steiner)                     | The Legion of Doom (Hawk và Animal)                                  | Lex Luger và The Giant                                    |
| 1998 | The New Age Outlaws (Road Dogg và Billy Gunn)                    | Sabu và Rob Van Dam                                              | Mankind và Kane                                                      | The Brothers of Destruction (The Undertaker và Kane)      |
| 1999 | Kane và X-Pac                                                    | The Hardy Boyz (Matt và Jeff Hardy)                              | The Dudley Boyz (Bubba Ray và D-Von Dudley)                          | Harlem Heat (Booker T và Stevie Ray)                      |
| 2000 | The Hardy Boyz (Matt và Jeff Hardy)                              | Edge và Christian                                                | The Dudley Boyz (Bubba Ray và D-Von Dudley)                          | KroniK (Brian Adams và Bryan Clark)                       |
| 2001 | The Dudley Boyz (Bubba Ray và D-Von Dudley)                      | The Brothers of Destruction (The Undertaker và Kane)             | The Hardy Boyz (Matt và Jeff Hardy)                                  | The Acolytes (Bradshaw và Faarooq)                        |
| 2002 | Billy và Chuck                                                   | Booker T và Goldust                                              | 3-Minute Warning (Rosey và Jamal)                                    | Kurt Angle và Chris Benoit                                |
| 2003 | The World's Greatest Tag Team (Charlie Haas và Shelton Benjamin) | America's Most Wanted (Chris Harris và James Storm)              | The Dudley Boyz (Bubba Ray và D-Von Dudley)                          | Los Guerreros (Eddie và Chavo Guerrero)                   |
| 2004 | America's Most Wanted (Chris Harris và James Storm)              | La Résistance (Sylvain Grenier và Robert Conway)                 | The Dudley Boyz (Bubba Ray và D-Von Dudley)                          | Charlie Haas và Rico                                      |
| 2005 | MNM (Joey Mercury và Johnny Nitro)                               | The Naturals (Chase Stevens và Vày Douglas)                      | Road Warrior Animal và Heidenreich                                   | America's Most Wanted (Chris Harris và James Storm)       |
| 2006 | A.J. Styles và Christopher Daniels                               | Paul London và Brian Kendrick                                    | D-Generation X (Shawn Michaels và Triple H)                          | Big Show và Kane                                          |
| 2007 | Paul London và Brian Kendrick                                    | Team 3D (Brother Ray và Brother Devon)                           | The Briscoe Brothers (Jay và Mark Briscoe)                           | Deuce 'n Domino                                           |
| 2008 | Beer Money, Inc. (Robert Roode và James Storm)                   | John Morrison và The Miz                                         | Ted DiBiase và Cody Rhodes                                           | The Latin American Xchange (Homicide và Hernvàez)         |
| 2009 | Team 3D (2) (Brother Ray và Brother Devon)                       | Beer Money, Inc. (Robert Roode và James Storm)                   | Chris Jericho và Big Show                                            | D-Generation X (Shawn Michaels và Triple H)               |
| 2010 | The Motor City Machine Guns (Alex Shelley và Chris Sabin)        | The Hart Dynasty (Tyson Kidd và David Hart Smith)                | The Kings of Wrestling (Claudio Castagnoli và Chris Hero)            | Beer Money, Inc. (Robert Roode và James Storm)            |
| 2011 | Beer Money, Inc. (2) (Bobby Roode và James Storm)                | Wrestling's Greatest Tag Team (Charlie Haas và Shelton Benjamin) | Air Boom (Evan Bourne và Kofi Kingston)                              | Kings of Wrestling (Claudio Castagnoli và Chris Hero)     |
| 2012 | Kofi Kingston và R-Truth                                         | Bad Influence (Christopher Daniels và Frankie Kazarian)          | Team Hell No (Daniel Bryan và Kane)                                  | Samoa Joe và Magnus                                       |
| 2013 | The Shield (Seth Rollins và Roman Reigns)                        | Cody Rhodes và Goldust                                           | Team Hell No (Daniel Bryan và Kane)                                  | reDRagon (Bobby Fish và Kyle O'Reilly)                    |
| 2014 | The Usos (Jey và Jimmy Uso)                                      | reDRagon (Bobby Fish và Kyle O'Reilly)                           | The Wolves (Davey Richards và Eddie Edwards)                         | Gold và Stardust (Goldust và Stardust)                    |
| 2015 | The New Day (Big E, Kofi Kingston và Xavier Woods)               | The Young Bucks (Matt và Nick Jackson)                           | The Wolves (Davey Richards và Eddie Edwards)                         | reDRagon (Bobby Fish và Kyle O'Reilly)                    |
| 2016 | The New Day (2) (Big E, Kofi Kingston và Xavier Woods)           | The Young Bucks (Matt và Nick Jackson)                           | Enzo và Cass (Enzo Amore và Big Cass)                                | The Revival (Dash Wilder và Scott Dawson)                 |
| 2017 | The Young Bucks (Matt và Nick Jackson)                           | The Bar (Cesaro và Sheamus)                                      | The Shield (Dean Ambrose và Seth Rollins)                            | The Usos (Jey và Jimmy Uso)                               |

### Trận đấu của Năm

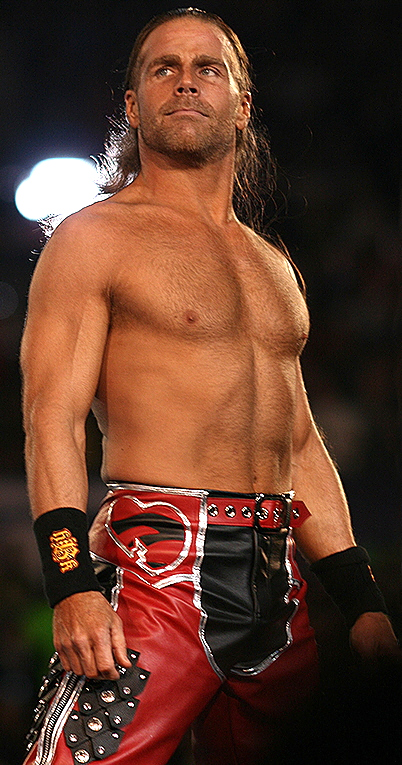
Shawn Michaels vô địch 11 lần ở hạng mục này

Giải thưởng Trận đấu của Năm của PWI trao cho trận đấu xuất sắc nhất năm. Shawn Michaels vô địch với kỉ lục 11 lần; ông có chuỗi 4 lần vô địch liên tiếp từ 1993 đến 1996 và sau đó chuỗi 7 lần vô địch liên tiếp từ 2004 đến 2010.
| Năm  | Ngày       | Trận đấu                                                                    | Sự kiện                                      | Địa điểm           | Ghi chú                                                                                   |
| ---- | ---------- | --------------------------------------------------------------------------- | -------------------------------------------- | ------------------ | ----------------------------------------------------------------------------------------- |
| 1972 | 14 tháng 1 | Bruno Sammartino wins battle royal                                          | Battle Royal in Los Angeles                  | Los Angeles, CA    | Battle royal                                                                              |
| 1973 | 24 tháng 5 | Dory Funk Jr. vs. Harley Race                                               |                                              | Kansas City, MO    | Giành NWA World Heavyweight Championship                                                  |
| 1974 | 27 tháng 1 | Jack Brisco vs. Dory Funk Jr.                                               |                                              | Osaka, Nhật Bản    | Giành NWA World Heavyweight Championship                                                  |
| 1975 | 17 tháng 3 | Bruno Sammartino vs. Spiros Arion                                           |                                              | New York, NY       | Giành WWWF Heavyweight Championship                                                       |
| 1976 | 26 tháng 4 | Bruno Sammartino vs. Stan Hansen                                            |                                              | New York, NY       | Giành WWWF Heavyweight Championship                                                       |
| 1977 | 30 tháng 4 | Bruno Sammartino vs. Superstar Billy Graham                                 |                                              | Baltimore, MD      | Giành WWWF Heavyweight Championship                                                       |
| 1978 | 20 tháng 2 | Superstar Billy Graham vs. Bob Backlund                                     |                                              | New York, NY       | Giành WWWF Heavyweight Championship                                                       |
| 1979 | 21 tháng 8 | Harley Race vs. Dusty Rhodes                                                |                                              | Tampa, FL          | Giành NWA World Heavyweight Championship                                                  |
| 1980 | 9 tháng 8  | Bruno Sammartino vs. Larry Zbyszko                                          | Showdown at Shea                             | Flushing, NY       | Steel Cage match                                                                          |
| 1981 | 2 tháng 5  | André the Giant vs. Killer Khan                                             |                                              | Rochester, NY      |                                                                                           |
| 1982 | 28 tháng 6 | Bob Backlund vs. Jimmy Snuka                                                |                                              | New York, NY       | Steel Cage match giành WWF Heavyweight Championship                                       |
| 1983 | 10 tháng 6 | Ric Flair vs. Harley Race                                                   |                                              | St. Louis, MO      | Giành NWA World Heavyweight Championship                                                  |
| 1984 | 6 tháng 5  | Ric Flair vs. Kerry Von Erich                                               | David Von Erich Memorial Parade of Champions | Irving, TX         | Giành NWA World Heavyweight Championship                                                  |
| 1985 | 31 tháng 3 | Hulk Hogan và Mr. T vs. Roddy Piper và Paul Orndorff                        | WrestleMania                                 | New York, NY       |                                                                                           |
| 1986 | 26 tháng 7 | Ric Flair vs. Dusty Rhodes                                                  | The Great American Bash                      | Greensboro, NC     | Steel Cage match giành NWA World Heavyweight Championship                                 |
| 1987 | 29 tháng 3 | Randy Savage vs. Ricky Steamboat                                            | WrestleMania III                             | Pontiac, MI        | Giành WWF Intercontinental Heavyweight Championship                                       |
| 1988 | 5 tháng 2  | Hulk Hogan vs. André the Giant                                              | The Main Event                               | Indianapolis, IN   | Giành WWF World Heavyweight Championship                                                  |
| 1989 | 7 tháng 5  | Ricky Steamboat vs. Ric Flair                                               | WrestleWar                                   | Nashville, TN      | Giành NWA World Heavyweight Championship                                                  |
| 1990 | 1 tháng 4  | Hulk Hogan vs. The Ultimate Warrior                                         | WrestleMania VI                              | Toronto, Ontario   | Giành WWF World Heavyweight Championship và WWF Intercontinental Heavyweight Championship |
| 1991 | 19 tháng 5 | The Steiner Brothers (Rick Steiner và Scott Steiner) vs. Sting và Lex Luger | SuperBrawl                                   | St. Petersburg, FL | Giành WCW World Tag Team Championship                                                     |
| 1992 | 29 tháng 8 | Bret Hart vs. The British Bulldog                                           | SummerSlam                                   | London, Englvà     | Giành WWF Intercontinental Championship                                                   |
| 1993 | 19 tháng 7 | Shawn Michaels vs. Marty Jannetty                                           | Raw                                          | New York, NY       | Giành WWF Intercontinental Championship                                                   |
| 1994 | 20 tháng 3 | Razor Ramon vs. Shawn Michaels                                              | WrestleMania X                               | New York, NY       | Ladder match giành WWF Intercontinental Championship                                      |
| 1995 | 2 tháng 4  | Diesel vs. Shawn Michaels                                                   | WrestleMania XI                              | Hartford, CT       | Giành WWF World Heavyweight Championship                                                  |
| 1996 | 31 tháng 3 | Bret Hart vs. Shawn Michaels                                                | WrestleMania XII                             | Anaheim, CA        | Iron Man match giành WWF World Heavyweight Championship                                   |
| 1997 | 23 tháng 3 | Bret Hart vs. Stone Cold Steve Austin                                       | WrestleMania 13                              | Rosemont, IL       | No Disqualification Submission match với Ken Shamrock là trọng tài khách mời đặc biệt     |
| 1998 | 28 tháng 6 | The Undertaker vs. Mankind                                                  | King of the Ring                             | Pittsburgh, PA     | Hell in a Cell match                                                                      |
| 1999 | 24 tháng 1 | The Rock vs. Mankind                                                        | Royal Rumble                                 | Anaheim, CA        | "I Quit" match giành WWF Championship                                                     |
| 2000 | 2 tháng 4  | The Dudley Boyz vs. The Hardy Boyz vs. Edge và Christian                    | WrestleMania 2000                            | Anaheim, CA        | Triangle Ladder match giành WWF Tag Team Championship                                     |
| 2001 | 1 tháng 4  | The Dudley Boyz vs. The Hardy Boyz vs. Edge và Christian                    | WrestleMania X-Seven                         | Houston, TX        | Tables, Ladders, và Chairs match giành WWF Tag Team Championship                          |
| 2002 | 17 tháng 3 | The Rock vs. Hollywood Hulk Hogan                                           | WrestleMania X8                              | Toronto, Ontario   |                                                                                           |
| 2003 | 16 tháng 9 | Kurt Angle vs. Brock Lesnar                                                 | SmackDown!                                   | Raleigh, NC        | 60-minute Iron Man match giành WWE Championship                                           |
| 2004 | 14 tháng 3 | Triple H vs. Chris Benoit vs. Shawn Michaels                                | WrestleMania XX                              | New York, NY       | Triple Threat match giành World Heavyweight Championship                                  |
| 2005 | 3 tháng 4  | Shawn Michaels vs. Kurt Angle                                               | WrestleMania 21                              | Los Angeles, CA    |                                                                                           |
| 2006 | 2 tháng 4  | Shawn Michaels vs. Vince McMahon                                            | WrestleMania 22                              | Rosemont, IL       | No Holds Barred match                                                                     |
| 2007 | 23 tháng 4 | John Cena vs. Shawn Michaels                                                | Raw                                          | London, Englvà     |                                                                                           |
| 2008 | 30 tháng 3 | Shawn Michaels vs. Ric Flair                                                | WrestleMania XXIV                            | Orlvào, FL         | Career Threatening match                                                                  |
| 2009 | 5 tháng 4  | The Undertaker vs. Shawn Michaels                                           | WrestleMania XXV                             | Houston, TX        |                                                                                           |
| 2010 | 28 tháng 3 | The Undertaker vs. Shawn Michaels                                           | WrestleMania XXVI                            | Phoenix, AZ        | Streak vs. Career match                                                                   |
| 2011 | 17 tháng 7 | John Cena vs. CM Punk                                                       | Money in the Bank                            | Rosemont, IL       | Giành WWE Championship                                                                    |
| 2012 | 1 tháng 4  | The Undertaker vs. Triple H                                                 | WrestleMania XXVIII                          | Miami Gardens, FL  | Hell in a Cell match với Shawn Michaels là trọng tài khách mời đặc biệt                   |
| 2013 | 18 tháng 8 | John Cena vs. Daniel Bryan                                                  | SummerSlam                                   | Los Angeles, CA    | Giành WWE Championship với Triple H là trọng tài khách mời đặc biệt                       |
| 2014 | 1 tháng 6  | John Cena vs. Bray Wyatt                                                    | Payback                                      | Rosemont, IL       | Last Man Stvàing match                                                                    |
| 2015 | 7 tháng 10 | Bayley vs. Sasha Banks                                                      | NXT TakeOver: Respect                        | Winter Park, FL    | 30-minute Iron Woman match giành NXT Women's Championship                                 |
| 2016 | 21 tháng 8 | A.J. Styles vs. John Cena                                                   | SummerSlam                                   | Brooklyn, NY       |                                                                                           |
| 2017 | 4 tháng 1  | Kazuchika Okada vs. Kenny Omega                                             | Wrestle Kingdom 11                           | Tokyo, Japan       | Giành IWGP Heavyweight Championship                                                       |

### Mối thù của Năm
Giải thưởng Mối thù của Năm của PWI trao cho sự cạnh tranh hay nhất năm, thường là giữa hai đô vật, cũng có thể giữa các nhóm. Ric Flair vs. Lex Luger bằng với Vince McMahon vs. Stone Cold Steve Austin, vô địch 2 lần. Ric Flair, Vince McMahon, và Triple H vô địch giải thưởng này 4 lần về cá nhân. The Four Horsemen, The Authority, The Nexus và Aces & Eights là các nhóm đô vật duy nhất nhận giải thưởng này.
| Năm  | Thắng cuộc | Á quân | Á quân 2                                                                                           | Á quân 3 |
| ---- | --- | --- | -------------------------------------------------------------------------------------------------- | --- |
| 1986 | Hulk Hogan vs. Paul Orndorff | Ric Flair vs. Dusty Rhodes                                                                                            | The Sheepherders (Luke Williams và Butch Miller) vs. The Fantastics (Bobby Fulton và Tommy Rogers) | The Midnight Express (Dennis Condrey và Bobby Eaton) vs. The Rock 'n' Roll Express (Ricky Morton và Robert Gibson) |
| 1987 | The Four Horsemen (Ric Flair, Arn Anderson, Tully Blanchard và Lex Luger) vs. The Super Powers (Dusty Rhodes và Nikita Koloff) và The Road Warriors (Hawk và Animal) | Randy Savage vs. Ricky Steamboat                                                                                      | Jerry Lawler vs. Tommy Rich và Austin Idol                                                         | Brian Adias vs. Kevin Von Erich                                                                                    |
| 1988 | Ric Flair vs. Lex Luger | Rick Rude vs. Jake Roberts                                                                                            | Kerry Von Erich vs. Jerry Lawler                                                                   | The Mega Powers (Hulk Hogan và Randy Savage) vs. The Mega Bucks (Ted DiBiase và André the Giant)                   |
| 1989 | Ric Flair vs. Terry Funk | Hulk Hogan vs. Randy Savage                                                                                           | Skvàor Akbar's Devastation Inc. vs. Eric Embry                                                     | Roddy Piper vs. Rick Rude                                                                                          |
| 1990 | Ric Flair vs. Lex Luger | Hulk Hogan vs. Earthquake                                                                                             | The Ultimate Warrior vs. Rick Rude                                                                 | Chris Adams vs. Steve Austin                                                                                       |
| 1991 | The Ultimate Warrior vs. The Undertaker | Hulk Hogan vs. Sgt. Slaughter                                                                                         | Sting vs. Cactus Jack và Abdullah the Butcher                                                      | Lex Luger vs. Ron Simmons                                                                                          |
| 1992 | The Moondogs (Spot và Cujo) vs. Jerry Lawler và Jeff Jarrett | Ric Flair vs. Randy Savage                                                                                            | The Ultimate Warrior vs. Papa Shango                                                               | Rick Rude vs. Ricky Steamboat                                                                                      |
| 1993 | Bret Hart vs. Jerry Lawler | Rick Rude vs. Dustin Rhodes                                                                                           | Cactus Jack vs. Vader                                                                              | Tony Anthony vs. Tracy Smothers                                                                                    |
| 1994 | Bret Hart vs. Owen Hart | Ric Flair vs. Hulk Hogan                                                                                              | Randy Savage vs. Crush                                                                             | Sabu vs. Terry Funk                                                                                                |
| 1995 | Axl Rotten vs. Ian Rotten | Harlem Heat (Stevie Ray và Booker T) vs. The Nasty Boys (Brian Knobs và Jerry Sags)                                   | Jeff Jarrett vs. Razor Ramon                                                                       | Ric Flair vs. Randy Savage                                                                                         |
| 1996 | Eric Bischoff vs. Vince McMahon | Ric Flair vs. Randy Savage                                                                                            | The Undertaker vs. Mankind                                                                         | Jamie Dundee vs. Wolfie D                                                                                          |
| 1997 | Diamond Dallas Page vs. Randy Savage | Stone Cold Steve Austin vs. Bret Hart                                                                                 | Hollywood Hogan vs. Roddy Piper                                                                    | Sabu vs. Taz |
| 1998 | Vince McMahon vs. Stone Cold Steve Austin | nWo Wolfpac vs. nWo Hollywood                                                                                         | Ric Flair vs. Eric Bischoff                                                                        | The Rock vs. Ken Shamrock                                                                                          |
| 1999 | Vince McMahon vs. Stone Cold Steve Austin | Triple H vs. The Rock                                                                                                 | Jerry Lynn vs. Rob Van Dam                                                                         | Ric Flair vs. Hollywood Hogan                                                                                      |
| 2000 | Triple H vs. Kurt Angle | Triple H vs. The Rock                                                                                                 | Booker T vs. Jeff Jarrett                                                                          | Edge và Christian vs. The Hardy Boyz (Matt và Jeff Hardy)                                                          |
| 2001 | Shane McMahon vs. Vince McMahon | Booker T vs. The Rock                                                                                                 | Chris Benoit vs. Kurt Angle                                                                        | Edge vs. Christian                                                                                                 |
| 2002 | Eric Bischoff vs. Stephanie McMahon | Kurt Angle vs. Edge                                                                                                   | Triple H vs. Stephanie McMahon                                                                     | Trish Stratus vs. Molly Holly                                                                                      |
| 2003 | Brock Lesnar vs. Kurt Angle | Hulk Hogan vs. Vince McMahon                                                                                          | Stone Cold Steve Austin vs. Eric Bischoff                                                          | Jeff Jarrett vs. Raven                                                                                             |
| 2004 | Triple H vs. Chris Benoit | Randy Orton vs. Mick Foley                                                                                            | Christian và Trish Stratus vs. Chris Jericho                                                       | Matt Hardy vs. Kane                                                                                                |
| 2005 | Matt Hardy vs. Edge và Lita | A.J. Styles vs. Christopher Daniels                                                                                   | Rey Mysterio vs. Eddie Guerrero                                                                    | Batista vs. Triple H                                                                                               |
| 2006 | John Cena vs. Edge | D-Generation X (Triple H và Shawn Michaels) vs. The McMahons (Shane và Vince McMahon)                                 | Sting vs. Jeff Jarrett                                                                             | Trish Stratus vs. Mickie James                                                                                     |
| 2007 | Kurt Angle vs. Samoa Joe | Batista vs. The Undertaker                                                                                            | John Cena vs. Shawn Michaels                                                                       | John Cena vs. Randy Orton                                                                                          |
| 2008 | Chris Jericho vs. Shawn Michaels | Kurt Angle vs. A.J. Styles                                                                                            | The Undertaker vs. Edge                                                                            | Beer Money, Inc. (Robert Roode và James Storm) vs. The Latin American Xchange (Homicide và Hernvàez)               |
| 2009 | Randy Orton vs. Triple H | CM Punk vs. Jeff Hardy                                                                                                | Main Event Mafia vs. TNA Frontline                                                                 | Kurt Angle vs. Jeff Jarrett                                                                                        |
| 2010 | The Nexus vs. WWE | Bret Hart vs. Vince McMahon                                                                                           | Kurt Angle vs. Mr. Anderson                                                                        | John Cena vs. Batista                                                                                              |
| 2011 | CM Punk vs. John Cena | Christian vs. Randy Orton                                                                                             | Kurt Angle vs. Jeff Jarrett                                                                        | The Briscoe Brothers (Jay và Mark Briscoe) vs. All Night Express (Kenny King và Rhett Titus)                       |
| 2012 | Aces & Eights vs. TNA | The Rock vs. John Cena                                                                                                | CM Punk vs. Daniel Bryan                                                                           | Adam Pearce vs. Colt Cabana                                                                                        |
| 2013 | Daniel Bryan vs. The Authority | CM Punk vs. Paul Heyman                                                                                               | Daniel Bryan vs. Randy Orton                                                                       | The Rock vs. John Cena                                                                                             |
| 2014 | Seth Rollins vs. Dean Ambrose | The Wyatt Family (Bray Wyatt, Luke Harper và Erick Rowan) vs. The Shield (Dean Ambrose, Roman Reigns và Seth Rollins) | John Cena vs. Brock Lesnar                                                                         | Bully Ray vs. Dixie Carter                                                                                         |
| 2015 | Brock Lesnar vs. The Undertaker | John Cena vs. Kevin Owens                                                                                             | Seth Rollins vs. John Cena                                                                         | Kazuchika Okada vs. Hiroshi Tanahashi                                                                              |
| 2016 | Charlotte Flair vs. Sasha Banks | John Cena vs. A.J. Styles                                                                                             | Sami Zayn vs. Kevin Owens                                                                          | A.J. Styles vs. Dean Ambrose                                                                                       |
| 2017 | Kazuchika Okada vs. Kenny Omega | Braun Strowman vs. Roman Reigns                                                                                       | Chris Jericho vs. Kevin Owens                                                                      | Braun Strowman vs. Brock Lesnar                                                                                    |

### Đô vật nổi tiếng của Năm
Giải thưởng Đô vật nổi tiếng của Năm của PWI  trao cho đô vật chuyên nghiệp hướng thiện xuất sắc nhất năm. Sting và John Cena vô địch giải thưởng này với kỉ lục 4 lần. Rob Van Dam là đô vật duy nhất hướng ác giành giải thưởng này.
| Năm  | Thắng cuộc               | Á quân                  | Á quân 2             | Á quân 3                                     |
| ---- | ------------------------ | ----------------------- | -------------------- | -------------------------------------------- |
| 1972 | Jack Brisco / Fred Curry | —                       | —                    | —                                            |
| 1973 | Chief Jay Strongbow      | —                       | —                    | —                                            |
| 1974 | Billy Robinson           | —                       | —                    | —                                            |
| 1975 | Mil Máscaras             | —                       | —                    | —                                            |
| 1976 | Wahoo McDaniel           | Chief Jay Strongbow     | Mr. Wrestling II     | Ivan Putski                                  |
| 1977 | André the Giant          | Dusty Rhodes            | Bob Backlund         | Mil Máscaras                                 |
| 1978 | Dusty Rhodes             | André the Giant         | Ricky Steamboat      | Bob Backlund                                 |
| 1979 | Dusty Rhodes (2)         | André the Giant         | Ivan Putski          | Mr. Wrestling II                             |
| 1980 | Mr. Wrestling II         | Dusty Rhodes            | André the Giant      | Bruno Sammartino                             |
| 1981 | Tommy Rich               | Bob Backlund            | André the Giant      | Dusty Rhodes                                 |
| 1982 | André the Giant (2)      | Tommy Rich              | Hulk Hogan           | Dusty Rhodes                                 |
| 1983 | Jimmy Snuka              | Dusty Rhodes            | David Von Erich      | Junkyard Dog                                 |
| 1984 | Kerry Von Erich          | Hulk Hogan              | Dusty Rhodes         | Sgt. Slaughter                               |
| 1985 | Hulk Hogan               | Magnum T.A.             | Kerry Von Erich      | Tito Santana                                 |
| 1986 | Roddy Piper              | Hulk Hogan              | Ricky Morton         | Nikita Koloff                                |
| 1987 | Dusty Rhodes (3)         | Hulk Hogan              | Randy Savage         | Nikita Koloff                                |
| 1988 | Randy Savage             | Hulk Hogan              | Sting                | Lex Luger                                    |
| 1989 | Hulk Hogan (2)           | Ric Flair               | Sting                | The Ultimate Warrior                         |
| 1990 | Hulk Hogan (3)           | Sting                   | The Ultimate Warrior | Lex Luger                                    |
| 1991 | Sting                    | Hulk Hogan              | Sid Justice          | The Steiner Brothers (Rick và Scott Steiner) |
| 1992 | Sting (2)                | The Ultimate Warrior    | The Undertaker       | Ron Simmons                                  |
| 1993 | Lex Luger                | Sting                   | Bret Hart            | Dustin Rhodes                                |
| 1994 | Sting (3)                | Bret Hart               | The Undertaker       | Hulk Hogan                                   |
| 1995 | Shawn Michaels           | Sting                   | Diesel               | Hulk Hogan                                   |
| 1996 | Shawn Michaels (2)       | Randy Savage            | Sycho Sid            | The Undertaker                               |
| 1997 | Sting (4)                | Stone Cold Steve Austin | Ric Flair            | Diamond Dallas Page                          |
| 1998 | Stone Cold Steve Austin  | Goldberg                | The Rock             | Diamond Dallas Page                          |
| 1999 | The Rock                 | Stone Cold Steve Austin | Goldberg             | Mankind                                      |
| 2000 | The Rock (2)             | Rob Van Dam             | Chris Jericho        | Goldberg                                     |
| 2001 | Rob Van Dam              | The Rock                | Chris Jericho        | Kurt Angle                                   |
| 2002 | Rob Van Dam (2)          | Hollywood Hulk Hogan    | Booker T             | The Rock                                     |
| 2003 | Kurt Angle               | Stone Cold Steve Austin | Rob Van Dam          | Rey Mysterio                                 |
| 2004 | John Cena                | Chris Benoit            | Eddie Guerrero       | Eugene                                       |
| 2005 | John Cena (2)            | Batista                 | A.J. Styles          | Rey Mysterio                                 |
| 2006 | Samoa Joe                | John Cena               | Rey Mysterio         | Sting                                        |
| 2007 | John Cena (3)            | The Undertaker          | Sting                | CM Punk                                      |
| 2008 | Jeff Hardy               | Shawn Michaels          | Samoa Joe            | The Undertaker                               |
| 2009 | Jeff Hardy (2)           | John Cena               | Sting                | The Undertaker                               |
| 2010 | Randy Orton              | John Cena               | Rob Van Dam          | Daniel Bryan                                 |
| 2011 | CM Punk                  | John Cena               | Sting                | Randy Orton                                  |
| 2012 | John Cena (4)            | Sheamus                 | Randy Orton          | Jeff Hardy                                   |
| 2013 | Daniel Bryan             | John Cena               | CM Punk              | Dolph Ziggler                                |
| 2014 | Dean Ambrose             | Daniel Bryan            | John Cena            | The Usos                                     |
| 2015 | Dean Ambrose (2)         | Brock Lesnar            | Finn Bálor           | Shinsuke Nakamura                            |
| 2016 | Shinsuke Nakamura        | Dean Ambrose            | Bayley               | Enzo và Cass (Enzo Amore và Big Cass)        |
| 2017 | A.J. Styles              | Shinsuke Nakamura       | Braun Strowman       | Kazuchika Okada                              |

### Đô vật bị ghét nhất của Năm

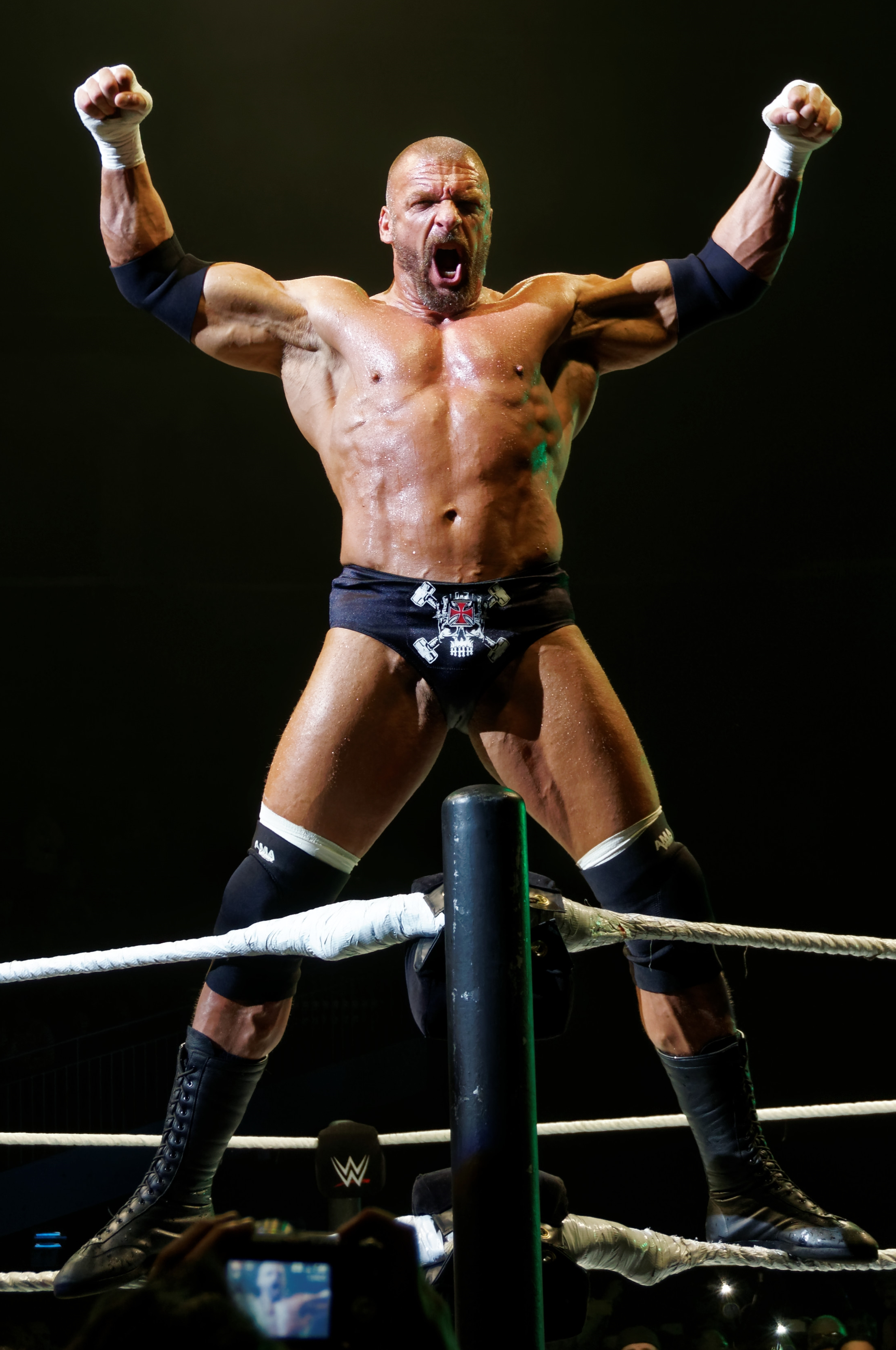
Triple H vô địch hạng mục này với kỉ lục 5 lần

Giải thưởng Đô vật bị ghét nhất của Năm của PWI trao cho đô vật hướng ác hiệu quả nhất năm. Triple H vô địch giải thưởng này 5 lần, lần vô địch thứ 4 là nằm trong The Authority. Năm 2010, giải thưởng được trao cho một nhóm, là The Nexus, lần đầu tiên. Roman Reigns là đô vật duy nhất giành danh hiệu trong vai hướng thiện (nhân vật anh hùng).
| Năm  | Thắng cuộc                            | Á quân                                            | Á quân 2               | Á quân 3                                                |
| ---- | ------------------------------------- | ------------------------------------------------- | ---------------------- | ------------------------------------------------------- |
| 1972 | The Sheik                             | —                                                 | —                      | —                                                       |
| 1973 | Superstar Billy Graham                | —                                                 | —                      | —                                                       |
| 1974 | The Great Mephisto                    | —                                                 | —                      | —                                                       |
| 1975 | Greg Valentine                        | —                                                 | —                      | —                                                       |
| 1976 | Stan Hansen                           | Ox Baker                                          | Terry Funk             | The Spoiler                                             |
| 1977 | Ken Patera                            | Ric Flair                                         | Superstar Billy Graham | Nick Bockwinkel                                         |
| 1978 | Ric Flair                             | Ken Patera                                        | Victor Rivera          | Bob Orton Jr.                                           |
| 1979 | Greg Valentine (2)                    | Terry Funk                                        | Ken Patera             | Ivan Koloff                                             |
| 1980 | Larry Zbyszko                         | Greg Valentine                                    | Ernie Ladd             | Hulk Hogan                                              |
| 1981 | Ken Patera (2)                        | Don Muraco                                        | Nick Bockwinkel        | Roddy Piper                                             |
| 1982 | Ted DiBiase                           | Blackjack Mulligan                                | Superstar Billy Graham | Buzz Sawyer                                             |
| 1983 | Greg Valentine (3)                    | Masked Superstar                                  | Kevin Sullivan         | Michael Hayes                                           |
| 1984 | Roddy Piper                           | Kevin Sullivan                                    | Tully Blanchard        | The Iron Sheik                                          |
| 1985 | Roddy Piper (2)                       | Chris Adams                                       | Ted DiBiase            | Big John Studd                                          |
| 1986 | Paul Orndorff                         | Ric Flair                                         | Colonel DeBeers        | Rick Rude                                               |
| 1987 | Ric Flair (2)                         | André the Giant                                   | The Honky Tonk Man     | Lex Luger                                               |
| 1988 | André the Giant                       | Barry Windham                                     | Eddie Gilbert          | Ted DiBiase                                             |
| 1989 | Randy Savage                          | Terry Funk                                        | Rick Rude              | Lex Luger                                               |
| 1990 | Earthquake                            | Ric Flair                                         | Rick Rude              | Eddie Gilbert                                           |
| 1991 | Sgt. Slaughter                        | The Undertaker                                    | Lex Luger              | Jake Roberts                                            |
| 1992 | Rick Rude                             | Ric Flair                                         | Jake Roberts           | The Moondogs (Spot và Cujo)                             |
| 1993 | Jerry Lawler                          | Big Van Vader                                     | Yokozuna               | Shawn Michaels                                          |
| 1994 | Bob Backlund                          | Owen Hart                                         | Big Van Vader          | Jerry Lawler                                            |
| 1995 | Jerry Lawler (2)                      | Kevin Sullivan                                    | The Gangstas           | Davey Boy Smith                                         |
| 1996 | Hollywood Hogan                       | Goldust                                           | Jerry Lawler           | The Giant                                               |
| 1997 | Bret Hart                             | Hollywood Hogan                                   | Owen Hart              | Curt Hennig                                             |
| 1998 | Hollywood Hogan (2)                   | Vince McMahon                                     | Eric Bischoff          | Bret Hart                                               |
| 1999 | Diamond Dallas Page                   | Triple H                                          | The Undertaker         | The Dudley Boyz (Bubba Ray và D-Von Dudley)             |
| 2000 | Kurt Angle                            | Triple H                                          | Steven Richards        | Jeff Jarrett                                            |
| 2001 | Stone Cold Steve Austin               | Booker T                                          | Kurt Angle             | Shane McMahon                                           |
| 2002 | Chris Jericho                         | The Un-Americans (Christian, Lance Storm và Test) | Kurt Angle             | Triple H                                                |
| 2003 | Triple H                              | Kane                                              | Vince McMahon          | Test                                                    |
| 2004 | Triple H (2)                          | John "Bradshaw" Layfield                          | Kurt Angle             | Jeff Jarrett                                            |
| 2005 | Triple H (3)                          | Edge                                              | Jeff Jarrett           | Muhammad Hassan                                         |
| 2006 | Edge                                  | Jeff Jarrett                                      | Randy Orton            | King Booker                                             |
| 2007 | Randy Orton                           | Kurt Angle                                        | The Great Khali        | Robert Roode                                            |
| 2008 | Chris Jericho (2)                     | Edge                                              | Randy Orton            | Kurt Angle                                              |
| 2009 | Randy Orton (2)                       | CM Punk                                           | Chris Jericho          | Kurt Angle                                              |
| 2010 | The Nexus                             | CM Punk                                           | The Miz                | Hulk Hogan và Eric Bischoff                             |
| 2011 | The Miz                               | Alberto Del Rio                                   | Christian              | Kurt Angle                                              |
| 2012 | CM Punk                               | Bobby Roode                                       | Alberto Del Rio        | Kevin Steen                                             |
| 2013 | The Authority                         | Randy Orton                                       | Bully Ray              | The Shield (Dean Ambrose, Roman Reigns và Seth Rollins) |
| 2014 | Triple H (5) và Stephanie McMahon (2) | Seth Rollins                                      | Dixie Carter           | Batista                                                 |
| 2015 | Seth Rollins                          | Ethan Carter III                                  | Kevin Owens            | Bray Wyatt                                              |
| 2016 | Roman Reigns                          | Kevin Owens                                       | The Miz                | Eva Marie                                               |
| 2017 | Jinder Mahal                          | Kevin Owens                                       | Roman Reigns           | Sexy Star                                               |

### Sự trở lại của Năm
Giải thưởng  Sự trở lại của Năm của PWI, trao hàng năm từ 1992, trao cho sự trở lại ấn tượng nhất của một đô vật trong năm. Sting và Jeff Hardy giành danh hiệu này 3 lần.
| Năm  | Thắng cuộc                          | Á quân                                              | Á quân 2        | Á quân 3                                      |
| ---- | ----------------------------------- | --------------------------------------------------- | --------------- | --------------------------------------------- |
| 1992 | The Ultimate Warrior                | Bob Backlund                                        | The Sheik       | Junkyard Dog                                  |
| 1993 | Lex Luger                           | Brutus Beefcake                                     | Ric Flair       | Paul Roma                                     |
| 1994 | Hulk Hogan                          | Bob Backlund                                        | The Undertaker  | Alundra Blayze                                |
| 1995 | Randy Savage                        | The Heavenly Bodies (Tom Prichard và Jimmy Del Ray) | Savio Vega      | The Ultimate Warrior                          |
| 1996 | Sycho Sid                           | Jake Roberts                                        | Faarooq         | Road Warrior Animal                           |
| 1997 | Bret Hart                           | Curt Hennig                                         | Brian Pillman   | Ric Flair                                     |
| 1998 | X-Pac                               | Sting                                               | Dean Malenko    | The Warrior                                   |
| 1999 | Eddie Guerrero                      | Buff Bagwell                                        | Curt Hennig     | Michael Hayes                                 |
| 2000 | Rikishi Phatu                       | Dusty Rhodes                                        | The Undertaker  | Vince McMahon                                 |
| 2001 | Rob Van Dam                         | Stone Cold Steve Austin                             | Booker T        | Scott Hall                                    |
| 2002 | Hollywood Hulk Hogan (2)            | Eddie Guerrero                                      | Chris Benoit    | Ron Killings                                  |
| 2003 | Kurt Angle                          | Goldberg                                            | Raven           | Último Dragón                                 |
| 2004 | Edge                                | Jeff Hardy                                          | William Regal   | Chavo Guerrero Sr.                            |
| 2005 | Road Warrior Animal                 | Matt Hardy                                          | Raven           | Hulk Hogan                                    |
| 2006 | Sting                               | Sabu                                                | Jeff Hardy      | Finlay                                        |
| 2007 | Jeff Hardy                          | Triple H                                            | Rey Mysterio    | The Steiner Brothers (Rick và Scott Steiner)  |
| 2008 | Chris Jericho                       | Jeff Jarrett                                        | William Regal   | Sheik Abdul Bashir                            |
| 2009 | Jerry Lynn                          | Ricky Steamboat                                     | The Undertaker  | Mick Foley                                    |
| 2010 | Rob Van Dam (2)                     | Kane                                                | Edge            | Jeff Hardy                                    |
| 2011 | Sting (2)                           | Mark Henry                                          | Austin Aries    | Montel Vontavious Porter                      |
| 2012 | Jeff Hardy (2)                      | The Rock                                            | Brock Lesnar    | Layla                                         |
| 2013 | Goldust                             | Chris Sabin                                         | Jerry Lawler    | The Bella Twins (Brie và Nikki Bella)         |
| 2014 | Sting (3)                           | Bobby Lashley                                       | Batista         | The New Age Outlaws (Road Dogg và Billy Gunn) |
| 2015 | The Undertaker                      | Sheamus                                             | Roderick Strong | Daniel Bryan                                  |
| 2016 | Goldberg                            | Seth Rollins                                        | Chris Jericho   | Matt Hardy                                    |
| 2017 | The Hardys (Jeff (3) và Matt Hardy) | Finn Bálor                                          | Mickie James    | Shelton Benjamin                              |

### Đô vật tiến bộ nhất của Năm
Giải thưởng Đô vật tiến bộ nhất của Năm của PWI trao cho đô vật tiến bộ nhất năm.
| Năm  | Thắng cuộc          | Á quân                              | Á quân 2                                      | Á quân 3                 |
| ---- | ------------------- | ----------------------------------- | --------------------------------------------- | ------------------------ |
| 1978 | Dino Bravo          | Bob Backlund                        | Ricky Steamboat                               | Tony Atlas               |
| 1979 | Tommy Rich          | Eddy Mansfield                      | Kevin Von Erich                               | Ted DiBiase              |
| 1980 | Tony Atlas          | Larry Zbyszko                       | Ted DiBiase                                   | Kerry Von Erich          |
| 1981 | Kevin Sullivan      | Sgt. Slaughter                      | Charlie Cook                                  | Tito Santana             |
| 1982 | Barry Windham       | Otto Wanz                           | Buzz Sawyer                                   | Rick Martel              |
| 1983 | Brett Wayne Sawyer  | Mike Rotundo                        | Pez Whatley                                   | Brad Rheingans           |
| 1984 | Billy Jack Haynes   | Magnum T.A.                         | Rick Martel                                   | Ron Garvin               |
| 1985 | Steve Williams      | Brian Adias                         | Nikita Koloff                                 | Randy Savage             |
| 1986 | Terry Gordy         | Scott Hall                          | Sam Houston                                   | Wendell Cooley           |
| 1987 | Curt Hennig         | Al Perez                            | The Honky Tonk Man                            | Sting                    |
| 1988 | Sting               | The Ultimate Warrior                | Iceman Parsons                                | Jeff Jarrett             |
| 1989 | Scott Steiner       | Brutus Beefcake                     | Jeff Jarrett                                  | P.Y. Chu-Hi              |
| 1990 | Paul Roma           | Doom (Ron Simmons và Butch Reed)    | Tugboat                                       | Cactus Jack              |
| 1991 | Dustin Rhodes       | Ron Simmons                         | The Undertaker                                | Crush                    |
| 1992 | Razor Ramon         | Ron Simmons                         | Virgil                                        | Brian Christopher        |
| 1993 | Yokozuna            | The 1-2-3 Kid                       | Brian Lee                                     | Tatanka                  |
| 1994 | Diesel              | Johnny B. Badd                      | Sabu                                          | Owen Hart                |
| 1995 | Diamond Dallas Page | Tommy Dreamer                       | Harlem Heat (Booker T và Stevie Ray)          | Savio Vega               |
| 1996 | Ahmed Johnson       | Chris Benoit                        | Stevie Richards                               | Taz                      |
| 1997 | Ken Shamrock        | Steve McMichael                     | The Headbangers (Mosh và Thrasher)            | Alex Wright              |
| 1998 | Booker T            | D'Lo Brown                          | The New Age Outlaws (Road Dogg và Billy Gunn) | Juventud Guerrera        |
| 1999 | Jerry Lynn          | The Hardy Boyz (Matt và Jeff Hardy) | Hardcore Holly                                | Kanyon                   |
| 2000 | Steve Corino        | Lance Storm                         | Scotty 2 Hotty                                | Justin Credible          |
| 2001 | Edge                | Test                                | The Hurricane                                 | Kurt Angle               |
| 2002 | Brock Lesnar        | Trish Stratus                       | Jamie Noble                                   | A.J. Styles              |
| 2003 | John Cena           | Matt Hardy                          | Team Angle (Shelton Benjamin và Charlie Haas) | Victoria                 |
| 2004 | Randy Orton         | Shelton Benjamin                    | Batista                                       | John "Bradshaw" Layfield |
| 2005 | Batista             | Carlito                             | Monty Brown                                   | Chris Masters            |
| 2006 | Bobby Lashley       | Johnny Nitro                        | Chris Sabin                                   | Umaga                    |
| 2007 | Cvàice Michelle     | Jay Lethal                          | Montel Vontavious Porter                      | Cody Rhodes              |
| 2008 | Cody Rhodes         | The Miz                             | Petey Williams                                | Kofi Kingston            |
| 2009 | John Morrison       | Dolph Ziggler                       | Eric Young                                    | The Miz                  |
| 2010 | D'Angelo Dinero     | Wade Barrett                        | Sheamus                                       | Jay Lethal               |
| 2011 | Mark Henry          | Kelly Kelly                         | Eddie Edwards                                 | Zack Ryder               |
| 2012 | Ryback              | Brooke/Miss Tessmacher              | Michael Elgin                                 | Adam Cole                |
| 2013 | Magnus              | Curtis Axel                         | Roman Reigns                                  | Big E Langston           |
| 2014 | Rusev               | Ethan Carter III                    | Luke Harper                                   | Eric Young               |
| 2015 | Roman Reigns        | Nikki Bella                         | Sasha Banks                                   | Bayley                   |
| 2016 | The Miz             | T.J. Perkins                        | Kenny Omega                                   | Dalton Castle            |
| 2017 | Jinder Mahal        | Braun Strowman                      | Eli Drake                                     | Naomi                    |

### Đô vật truyền cảm hứng của Năm
Đô vật truyền cảm hứng của Năm của PWI trao cho đô vật truyền cảm hứng xuất sắc nhất năm. Giải thưởng được trao từ năm 1972, và thời điểm này, Bob Backlund, Hulk Hogan, Jerry Lawler, Bayley và Eddie Guerrero là những người duy nhất vô địch hơn 1 lần, tất cả năm người đều hai lần giành danh hiệu. Thông thường, danh hiệu mang ý nghĩa trao cho đô vật đã vượt qua các khó khăn lớn để đạt được thành công trên võ đài, mặc dù nó cũng được trao cho đô vật vượt qua các khó khăn và khủng hoảng ngoài đời thực.
| Năm  | Thắng cuộc          | Á quân                  | Á quân 2            | Á quân 3               |
| ---- | ------------------- | ----------------------- | ------------------- | ---------------------- |
| 1972 | Lord Alfred Hayes   | —                       | —                   | —                      |
| 1973 | Johnny Valentine    | —                       | —                   | —                      |
| 1974 | Dick Murdoch        | —                       | —                   | —                      |
| 1975 | Mike McCord         | —                       | —                   | —                      |
| 1976 | Bruno Sammartino    | Wahoo McDaniel          | Bob Roop            | Bob Armstrong          |
| 1977 | Bob Backlund        | Don Muraco              | Bruno Sammartino    | Terry Funk             |
| 1978 | Blackjack Mulligan  | Bruno Sammartino        | Mr. Wrestling II    | Jim Brunzell           |
| 1979 | Chief Jay Strongbow | Ric Flair               | Mr. Wrestling II    | Dusty Rhodes           |
| 1980 | Junkyard Dog        | Ricky Steamboat         | Verne Gagne         | Mr. Florida            |
| 1981 | Bob Backlund (2)    | Ted DiBiase             | Tito Santana        | Mr. Wrestling II       |
| 1982 | Roddy Piper         | Jimmy Snuka             | Mil Máscaras        | Jimmy Valiant          |
| 1983 | Hulk Hogan          | Roddy Piper             | Buzz Sawyer         | Buddy Rose             |
| 1984 | Sgt. Slaughter      | Kerry Von Erich         | Kevin Von Erich     | Bob Backlund           |
| 1985 | Mike Von Erich      | Paul Orndorff           | Jim Duggan          | Kevin Von Erich        |
| 1986 | Chris Adams         | Magnum T.A.             | Kerry Von Erich     | Steve Williams         |
| 1987 | Nikita Koloff       | Dynamite Kid            | Chris Adams         | Superstar Billy Graham |
| 1988 | Jerry Lawler        | Kerry Von Erich         | Road Warrior Animal | Jake Roberts           |
| 1989 | Eric Embry          | Nikita Koloff           | Billy Jack Haynes   | Ric Flair              |
| 1990 | Sting               | Hulk Hogan              | Jerry Lawler        | Nikolai Volkoff        |
| 1991 | The Patriot         | Jerry Lawler            | Sid Justice         | Bill Dundee            |
| 1992 | Ron Simmons         | The Undertaker          | Ricky Steamboat     | Eric Embry             |
| 1993 | Cactus Jack         | Lex Luger               | The 1-2-3 Kid       | Brutus Beefcake        |
| 1994 | Bret Hart           | Terry Funk              | The Guardian Angel  | Dave Sullivan          |
| 1995 | Barry Horowitz      | Sabu                    | Antonio Inoki       | Dan Severn             |
| 1996 | Jake Roberts        | Jushin Thunder Liger    | Ahmed Johnson       | Rey Misterio, Jr.      |
| 1997 | Terry Funk          | Stone Cold Steve Austin | Perry Saturn        | Roddy Piper            |
| 1998 | Goldberg            | Stone Cold Steve Austin | Mankind             | Shane Douglas          |
| 1999 | Hulk Hogan (2)      | Bret Hart               | X-Pac               | Jim Duggan             |
| 2000 | Booker T            | Mick Foley              | Crash Holly         | Chyna                  |
| 2001 | Kurt Angle          | Chris Jericho           | Shane McMahon       | Spike Dudley           |
| 2002 | Eddie Guerrero      | Hollywood Hulk Hogan    | Shawn Michaels      | Chris Benoit           |
| 2003 | Zach Gowen          | Kurt Angle              | A.J. Styles         | Rey Mysterio           |
| 2004 | Eddie Guerrero (2)  | Chris Benoit            | Eugene              | William Regal          |
| 2005 | Chris Cvàido        | Matt Hardy              | Steve Williams      | Rey Mysterio           |
| 2006 | Matt Cappotelli     | Rey Mysterio            | Hardcore Holly      | CM Punk                |
| 2007 | Jeff Jarrett        | CM Punk                 | John Cena           | Sting                  |
| 2008 | Ric Flair           | CM Punk                 | John Cena           | Jeff Hardy             |
| 2009 | Ricky Steamboat     | Tommy Dreamer           | Sting               | John Cena              |
| 2010 | Shawn Michaels      | Kurt Angle              | John Cena           | Rob Van Dam            |
| 2011 | Rosita              | Gregory Iron            | Rob Fury            | CM Punk                |
| 2012 | Jerry Lawler (2)    | Austin Aries            | Shawn Daivari       | John Cena              |
| 2013 | Darren Young        | Dallas Page             | Daniel Bryan        | John Cena              |
| 2014 | Daniel Bryan        | Eric Young              | Chris Melendez      | Ashley Sixx            |
| 2015 | Bayley              | John Cena               | Kevin Owens         | Sami Zayn              |
| 2016 | Bayley (2)          | Cody Rhodes             | Seth Rollins        | Dean Ambrose           |
| 2017 | Christopher Daniels | John Cena               | Shane McMahon       | Mia Yim                |

### Lính mới của Năm
Giải thưởng Lính mới của Năm của PWI trao cho đô vật chuyên nghiệp xuất sắc nhất trong năm đầu hoạt động. Vì nó là giải thưởng cho lính mới, mỗi đô vật chỉ được xét một lần duy nhất.
| Năm  | Thắng cuộc                                      | Á quân               | Á quân 2                     | Á quân 3           |
| ---- | ----------------------------------------------- | -------------------- | ---------------------------- | ------------------ |
| 1972 | Mike Graham                                     | —                    | —                            | —                  |
| 1973 | Bob Orton Jr. / Tony Garea                      | —                    | —                            | —                  |
| 1974 | Larry Zbyszko                                   | —                    | —                            | —                  |
| 1975 | Ric Flair                                       | —                    | —                            | —                  |
| 1976 | Bob Backlund                                    | Chavo Guerrero       | Steve Keirn                  | Johnny Rivera      |
| 1977 | Ricky Steamboat                                 | Jimmy Snuka          | Big John Studd               | Skip Young         |
| 1978 | Tommy Rich                                      | Jay Youngblood       | David Von Erich              | Tully Blanchard    |
| 1979 | Sweet Brown Sugar                               | Steve Travis         | Bryan St. John               | Eddie Gilbert      |
| 1980 | Terry Taylor                                    | Barry Windham        | Rick McGraw                  | Tom Prichard       |
| 1981 | David Sammartino                                | Brad Rheingans       | Curt Hennig                  | Ron Richie         |
| 1982 | Brad Armstrong                                  | Tiger Mask           | Mike Rotunda                 | Kamala             |
| 1983 | Angelo Mosca, Jr.                               | King Kong Bundy      | Scott Armstrong              | Arn Anderson       |
| 1984 | Mike Von Erich                                  | Nikita Koloff        | Krusher Khruschev            | Kevin Kelly        |
| 1985 | Nord the Barbarian                              | Kendall Windham      | Dan Spivey                   | Sam Houston        |
| 1986 | Lex Luger                                       | Bam Bam Bigelow      | Sting                        | Tom Magee          |
| 1987 | Owen Hart                                       | Big Bubba Rogers     | Shane Douglas                | Doug Furnas        |
| 1988 | Madusa Miceli                                   | Chris Benoit         | Maxx Payne                   | Scott Steiner      |
| 1989 | The Destruction Crew (Mike Enos và Wayne Bloom) | Dustin Rhodes        | Scotty the Body              | Johnathan Holliday |
| 1990 | Steve Austin                                    | El Gigante           | Brad Anderson                | Chris Chavis       |
| 1991 | Johnny B. Badd                                  | The Patriot          | Terri Power                  | The Lightning Kid  |
| 1992 | Erik Watts                                      | Diamond Dallas Page  | Vladimir Koloff              | Chaz Taylor        |
| 1993 | Vampire Warrior                                 | Robbie Eagle         | Kent và Keith Cole           | The Headhunters    |
| 1994 | 911                                             | Bob Holly            | Abbudah Singh                | Mikey Whipwreck    |
| 1995 | Alex Wright                                     | Craig Pittman        | Lawrence Taylor              | Madd Maxxine       |
| 1996 | The Giant                                       | Steve McMichael      | Rocky Maivia                 | Joe Gomez          |
| 1997 | Prince Iaukea                                   | Ernest Miller        | Chris Chetti                 | Brakkus            |
| 1998 | Bill Goldberg                                   | Sable                | Droz                         | Mark Henry         |
| 1999 | Shane McMahon                                   | Evan Karagias        | Vince McMahon                | Lash LeRoux        |
| 2000 | Kurt Angle                                      | Lita                 | Mark Jindrak và Sean O'Haire | Chuck Palumbo      |
| 2001 | Randy Orton                                     | Brock Lesnar         | K-Kwik                       | The Prototype      |
| 2002 | Maven                                           | Christopher Nowinski | Nidia                        | Taylor Matheny     |
| 2003 | Zach Gowen                                      | Sylvain Grenier      | Trinity                      | Matt Morgan        |
| 2004 | Monty Brown                                     | Petey Williams       | Johnny Nitro                 | Matt Cappotelli    |
| 2005 | Bobby Lashley                                   | Christy Hemme        | Mikey Batts                  | Ken Doane          |
| 2006 | The Boogeyman                                   | Charles Evans        | Akebono                      | Cody Runnels       |
| 2007 | Hornswoggle                                     | Ted DiBiase Jr.      | Pelle Primeau                | Mike DiBiase       |
| 2008 | Joe Hennig                                      | Brett DiBiase        | Ricky Steamboat, Jr.         | Ryan McBride       |
| 2009 | Mike Sydal                                      | Jesse Neal           | Brittney Savage              | J.T. Flash         |
| 2010 | David Otunga                                    | Tamina               | Percy Watson                 | Corey Hollis       |
| 2011 | Ace Hawkins                                     | Nick Madrid          | Leakee                       | Briley Pierce      |
| 2012 | Veda Scott                                      | The Big O            | Jason Jordan                 | Bambi Hall         |
| 2013 | Tim Zbyszko                                     | Cody Hall            | Lucipher Lords               | Matt King          |
| 2014 | Charlotte                                       | Enzo Amore           | Mojo Rawley                  | Chad Gable         |
| 2015 | Moose                                           | Tessa Blanchard      | Braun Strowman               | Dana Brooke        |
| 2016 | Nia Jax                                         | Lio Rush             | Matt Riddle                  | Shayna Baszler     |
| 2017 | Otis Dozovic                                    | Ray González Jr.     | Vày Williams                 | Hirai Kawato       |

### Phụ nữ của Năm

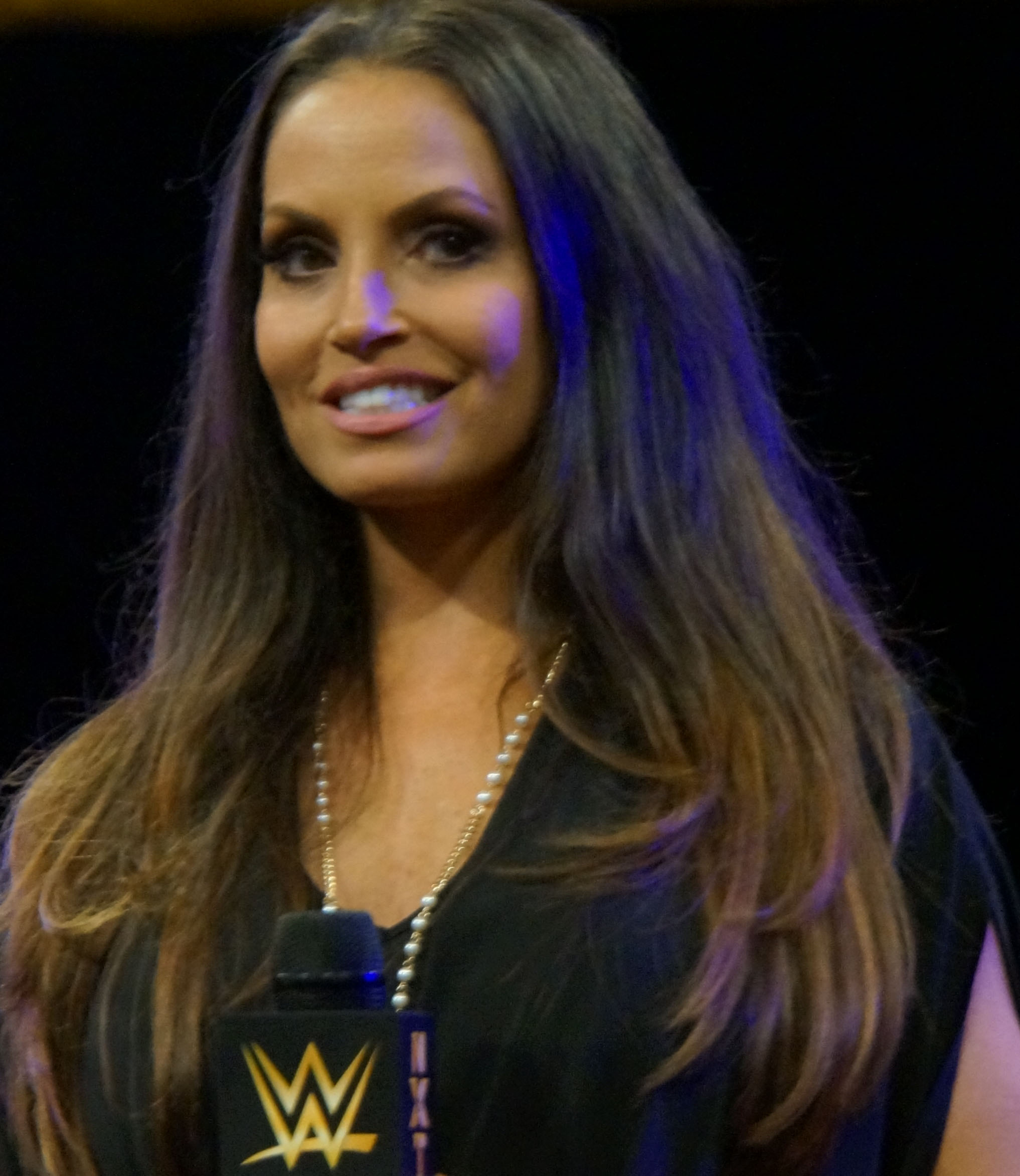
Trish Stratus vô địch hạng mục này 4 lần

Giải thưởng Phụ nữ của Năm của PWI trao cho đô vật nữ xuất sắc nhất năm. Được biết ban đầu với tên gọi Đô vật nữ của Năm, nó đã bị giải thể năm 1976 và lịch sử của nó được đưa vào giải thưởng hiện tại khi phụ nữ được dành tặng hạng mục riêng cho họ vào năm 2000. Trish Stratus vô địch kỉ lục 4 lần. AJ Lee là đô vật duy nhất vô địch 3 lần liên tiếp. Mickie James là đô vật duy nhất giành danh hiệu khi thi đấu ở hai tổ chức khác nhau.
| Năm  | Thắng cuộc        | Á quân              | Á quân 2          | Á quân 3        |
| ---- | ----------------- | ------------------- | ----------------- | --------------- |
| 1972 | Marie LaVerne     | —                   | —                 | —               |
| 1973 | Joyce Grable      | —                   | —                 | —               |
| 1974 | Rachel Dubois     | —                   | —                 | —               |
| 1975 | Ann Casey         | —                   | —                 | —               |
| 1976 | Sue Green         | Kitty Adams         | Early Dawn        | Vicki Williams  |
| 2000 | Stephanie McMahon | Lita                | Chyna             | Major Gunns     |
| 2001 | Lita              | Stephanie McMahon   | Stacy Keibler     | Torrie Wilson   |
| 2002 | Trish Stratus     | Stephanie McMahon   | Stacy Keibler     | Torrie Wilson   |
| 2003 | Trish Stratus (2) | Stephanie McMahon   | Victoria          | Torrie Wilson   |
| 2004 | Victoria          | Trish Stratus       | Stacy Keibler     | Molly Holly     |
| 2005 | Trish Stratus (3) | Christy Hemme       | Melina            | Lita            |
| 2006 | Trish Stratus (4) | Dixie Carter        | Mickie James      | Lita            |
| 2007 | Cvàice Michelle   | Beth Phoenix        | Gail Kim          | Karen Angle     |
| 2008 | Awesome Kong      | Beth Phoenix        | Mickie James      | Michelle McCool |
| 2009 | Mickie James      | Angelina Love       | Tara              | Michelle McCool |
| 2010 | Michelle McCool   | Angelina Love       | Madison Rayne     | Madison Eagles  |
| 2011 | Mickie James (2)  | Kelly Kelly         | Beth Phoenix      | Madison Eagles  |
| 2012 | AJ Lee            | Gail Kim            | Eve Torres        | Sara Del Rey    |
| 2013 | AJ Lee (2)        | Cheerleader Melissa | Dixie Carter      | Kaitlyn         |
| 2014 | AJ Lee (3)        | Paige               | Stephanie McMahon | Jessicka Havok  |
| 2015 | Sasha Banks       | Nikki Bella         | Charlotte         | Paige           |
| 2016 | Charlotte Flair   | Sasha Banks         | Bayley            | Becky Lynch     |
| 2017 | Asuka             | Alexa Bliss         | Charlotte Flair   | Sienna          |

### Giải thưởng Stanley Weston (Thành tựu suốt đời)

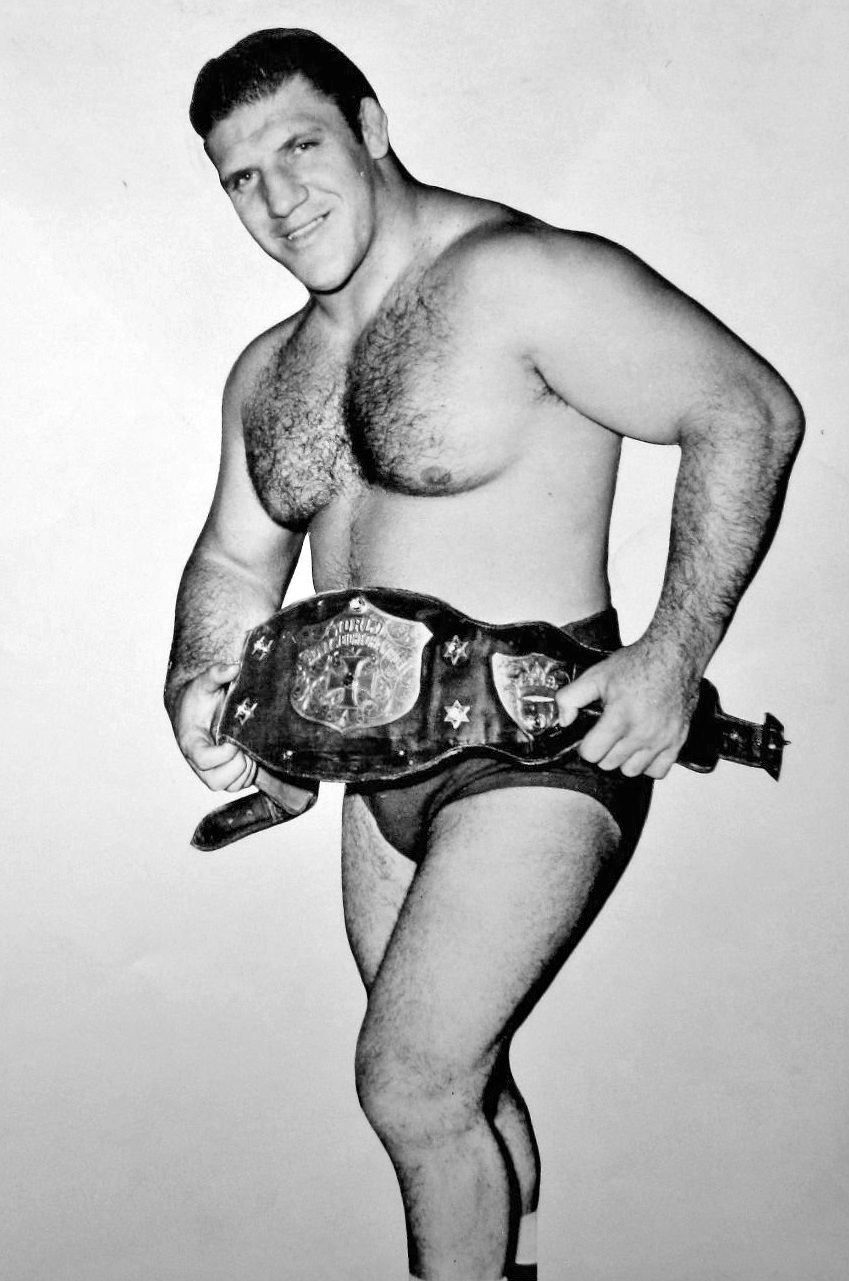
Bruno Sammartino là người nhận danh hiệu đầu tiên

Giải thưởng Stanley Weston của PWI trao cho thành tựu suốt đời của một cá nhân trong đô vật chuyên nghiệp. Giải thưởng được trao hàng năm từ 1981, và ban đầu có tên là Giải thưởng biên tập viên của PWI. Bắt đầu từ phiên bản tháng 3 năm 2003, giải thưởng được đổi tên để tưởng nhớ nhà sáng lập và nhà xuất bản gắn bó lâu dài với PWI Stanley Weston, mất năm 2002.
| † biểu thị giải thưởng truy tặng | † biểu thị giải thưởng truy tặng                                 |
| Năm                              | Thắng cuộc (tên khai sinh)                                       |
| -------------------------------- | ---------------------------------------------------------------- |
| 1981                             | Bruno Sammartino                                                 |
| 1982                             | Lou Thesz (Aloysius Thesz)                                       |
| 1983                             | The Grvà Wizard (Irwin Roth)†                                    |
| 1984                             | David Von Erich (David Adkisson)†                                |
| 1985                             | Dan Shocket                                                      |
| 1986                             | Verne Gagne (Laverne Gagne)                                      |
| 1987                             | Paul Boesch                                                      |
| 1988                             | Bruiser Brody (Frank Goodish)† Adrian Adonis (Keith Franke Jr.)† |
| 1989                             | Gordon Solie (Francis Labiak)                                    |
| 1990                             | Buddy Rogers (Herman Rohde Jr.)                                  |
| 1991                             | The Fabulous Moolah (Mary Ellison)                               |
| 1992                             | Stanley Weston                                                   |
| 1993                             | André the Giant (André Roussimoff)†                              |
| 1994                             | Captain Lou Albano (Louis Albano)                                |
| 1995                             | Ricky Steamboat (Richard Blood Sr.)                              |
| 1996                             | Danny Hodge (Daniel Hodge)                                       |
| 1997                             | Arn Anderson (Martin Lunde)                                      |
| 1998                             | Bobo Brazil (Houston Harris)†                                    |
| 1999                             | Owen Hart†                                                       |
| 2000                             | Freddie Blassie (Frederick Blassie)                              |
| 2001                             | Johnny Valentine (John Wisniski)†                                |
| 2002                             | Jim Ross (James Ross)                                            |
| 2003                             | Bret Hart                                                        |
| 2004                             | Pat Patterson (Pierre Clermont)                                  |
| 2005                             | Eddie Guerrero (Eduardo Guerrero)†                               |
| 2006                             | Harley Race                                                      |
| 2007                             | Nick Bockwinkel (Nicholas Bockwinkel)                            |
| 2008                             | Ric Flair (Richard Fliehr)                                       |
| 2009                             | Vince McMahon (Vincent McMahon)                                  |
| 2010                             | Killer Kowalski (Edward Spulnik)†                                |
| 2011                             | Randy Savage (Randy Poffo)†                                      |
| 2012                             | Bobby Heenan (Raymond Heenan)                                    |
| 2013                             | Dusty Rhodes (Virgil Runnels Jr.)                                |
| 2014                             | Dory Funk Jr. (Dorrance Funk Jr.)                                |
| 2015                             | Roddy Piper (Roderick Toombs)†                                   |
| 2016                             | Dick Beyer                                                       |
| 2017                             | Jack Brisco (Freddie Joe Brisco)†                                |

## Giải thưởng đã giải thể

### Đô vật tí hon của Năm
Giải thưởng Đô vật tí hon của Năm của PWI trao cho đô vật tí hon xuất sắc nhất của năm. Giải đã bị hủy bỏ từ năm 1976.
| Năm  | Thắng cuộc       | Á quân      | Á quân 2    | Á quân 3    |
| ---- | ---------------- | ----------- | ----------- | ----------- |
| 1972 | Little Bruiser   | —           | —           | —           |
| 1973 | Little Beaver    | —           | —           | —           |
| 1974 | Darlin` Dagmar   | —           | —           | —           |
| 1975 | Sky Low Low      | —           | —           | —           |
| 1976 | Lord Littlebrook | Sky Low Low | Cowboy Lang | Diamond Lil |

### Huấn luyện viên của Năm

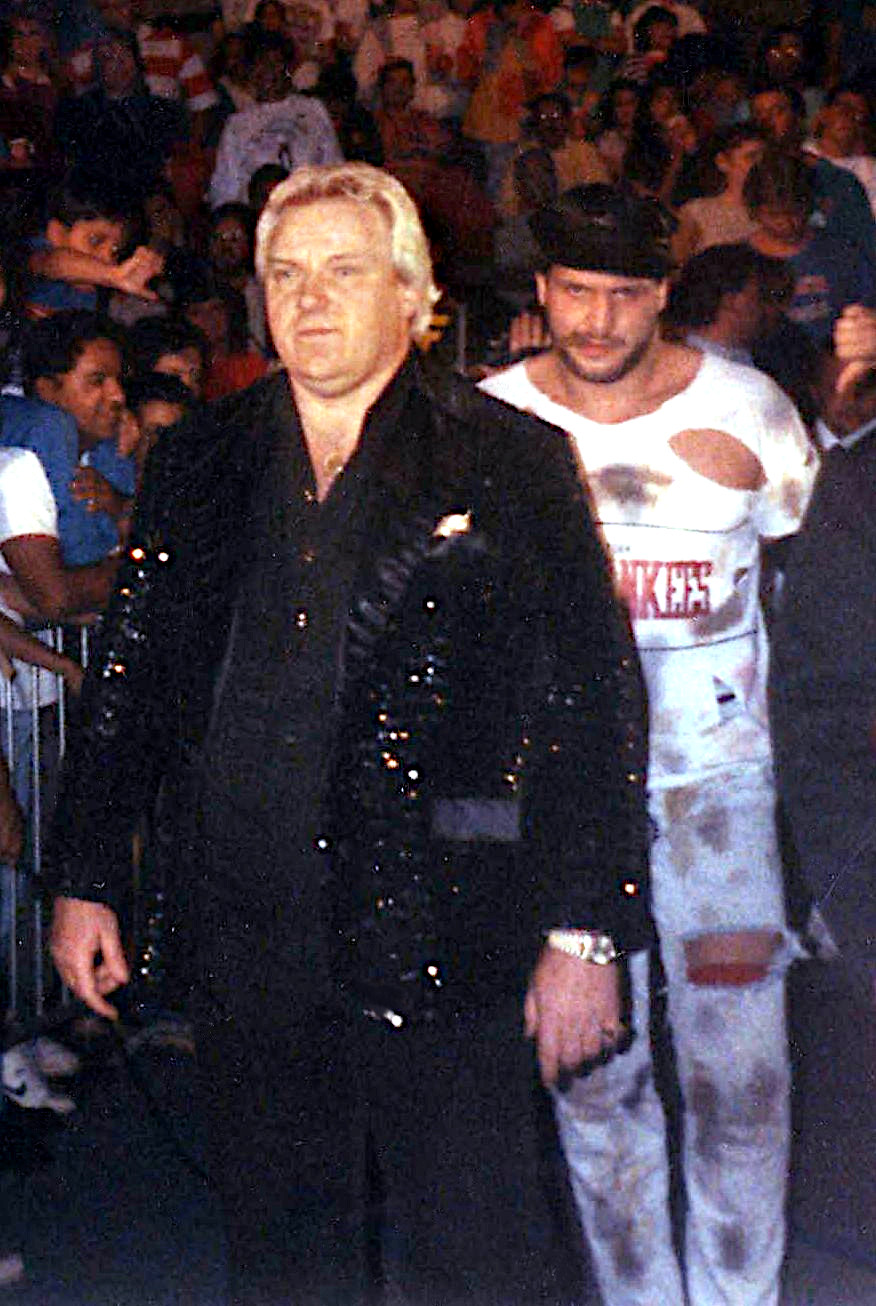
Bobby Heenan (trái) 4 lần vô địch hạng mục này

Giải thưởng Huấn luyện viên của Năm của PWI trao cho huấn luyện viên xuất sắc nhất năm. Bobby Heenan giành danh hiệu với kỉ lục 4 lần. Lou Albano, James J. Dillon, và Jim Cornette mỗi người có 3 lần giành được danh hiệu.
| Năm  | Thắng cuộc          | Á quân           | Á quân 2           | Á quân 3            |
| ---- | ------------------- | ---------------- | ------------------ | ------------------- |
| 1972 | Bobby Heenan        | —                | —                  | —                   |
| 1973 | The Grvà Wizard     | —                | —                  | —                   |
| 1974 | Lou Albano          | —                | —                  | —                   |
| 1975 | George Cannon       | —                | —                  | —                   |
| 1976 | Bobby Heenan (2)    | Lou Albano       | Freddie Blassie    | Gary Hart           |
| 1977 | The Grvà Wizard (2) | Bobby Heenan     | Lou Albano         | Lord Alfred Hayes   |
| 1978 | Arnold Skaalvà      | The Grvà Wizard  | Bobby Heenan       | Gary Hart           |
| 1979 | Arnold Skaalvà (2)  | Lou Albano       | Buddy Rogers       | Oliver Humperdink   |
| 1980 | Oliver Humperdink   | Arnold Skaalvà   | Lou Albano         | The Great Mephisto  |
| 1981 | Lou Albano (2)      | Arnold Skaalvà   | Oliver Humperdink  | The Grvà Wizard     |
| 1982 | James J. Dillon     | Arnold Skaalvà   | Sonny King         | Jimmy Hart          |
| 1983 | James J. Dillon (2) | Adnan Al-Kaissie | Lou Albano         | Paul Ellering       |
| 1984 | Paul Ellering       | Jimmy Hart       | Jim Cornette       | James J. Dillon     |
| 1985 | Jim Cornette        | Lou Albano       | Paul Ellering      | Bobby Heenan        |
| 1986 | Lou Albano (3)      | Paul Ellering    | Miss Elizabeth     | Jim Cornette        |
| 1987 | Jimmy Hart          | James J. Dillon  | Jim Cornette       | Paul E. Dangerously |
| 1988 | James J. Dillon (3) | Miss Elizabeth   | Jim Cornette       | Paul E. Dangerously |
| 1989 | Bobby Heenan (3)    | Gary Hart        | Teddy Long         | Skvàor Akbar        |
| 1990 | Teddy Long          | Bobby Heenan     | Ole Anderson       | Jim Cornette        |
| 1991 | Bobby Heenan (4)    | Harley Race      | Alexvàra York      | Paul Bearer         |
| 1992 | Paul E. Dangerously | Mr. Perfect      | Harley Race        | Jim Cornette        |
| 1993 | Jim Cornette (2)    | Harley Race      | Mr. Fuji           | Tammy Sytch         |
| 1994 | Jimmy Hart (2)      | Ted DiBiase      | Col. Robert Parker | Paul E. Dangerously |
| 1995 | Jim Cornette (3)    | Sherri Martel    | Col. Robert Parker | Woman               |
| 1996 | Sunny               | Jimmy Hart       | Jim Cornette       | Bill Alfonso        |
| 1997 | Bill Alfonso        | Miss Jacquelyn   | Paul Heyman        | Ted DiBiase         |
| 1998 | Paul Bearer         | Bill Alfonso     | Sunny              | Paul Ellering       |
| 1999 | Debra               | Jimmy Hart       | Bill Alfonso       | Paul Bearer         |

### Người thông báo của Năm
Giải thưởng Người thông báo của Năm của PWI trao cho người thông báo xuất sắc nhất năm. Giải thưởng được trao một lần duy nhất năm 1977.
| Năm  | Thắng cuộc   | Á quân        | Á quân 2      | Á quân 3   |
| ---- | ------------ | ------------- | ------------- | ---------- |
| 1977 | Gordon Solie | Vince McMahon | Bill Carlisle | Roger Kent |